# Lora de Estepa
Lora de Estepa er en by og kommune i det sydlige Spanien i provinsen Sevilla. Den har et indbyggertal på 888 (2024) indbyggere.